# Pier Carlo Padoan

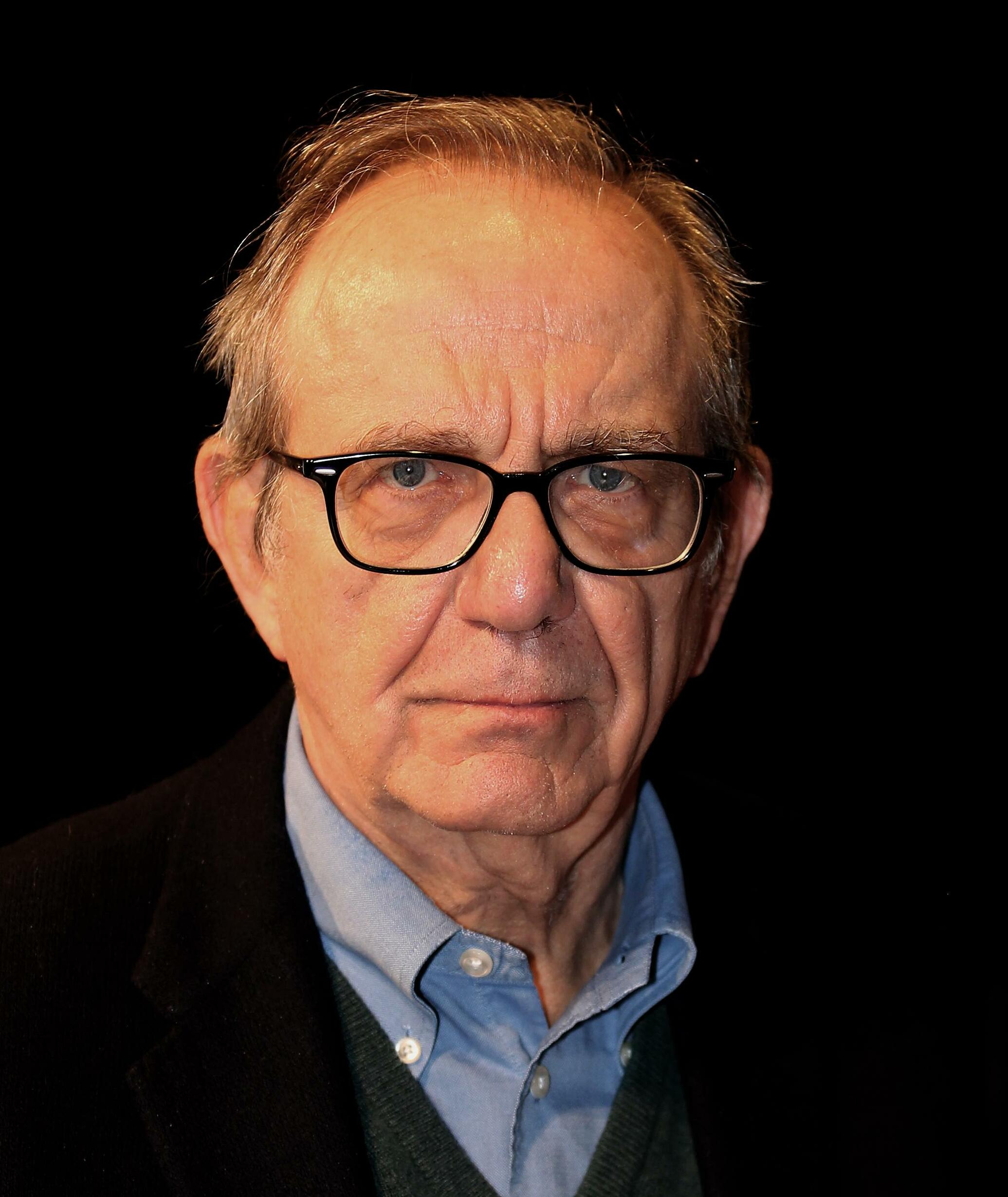
Pier Carlo Padoan (2018)

Pier Carlo Padoan (eigentlich Pietro Carlo Padoan, gesprochen [padoˈan]; * 19. Januar 1950 in Rom) ist ein italienischer Wirtschaftswissenschaftler und Politiker. Von Februar 2014 bis zum 1. Juni 2018 war er italienischer Finanzminister. Zuvor war er unter anderem beim Internationalen Währungsfonds und bei der Organisation für wirtschaftliche Zusammenarbeit und Entwicklung tätig. Seit 2021 ist er Chairman of the Board of Directors (in etwa: Vorsitzender des Aufsichtsrats) der italienischen Großbank Unicredit.

## Leben
Padoan entstammt einer Familie, die in Venetien ansässig war und dann über Turin nach Rom zog. Pier Carlo Padoan verbrachte einen Teil seiner Schulzeit in Kanada. Er absolvierte an der Universität La Sapienza in Rom ein Studium der Wirtschaftswissenschaften und schlug danach eine akademische Laufbahn ein. Bis 2007 lehrte er an Universitäten in Rom, Brügge, Warschau, Brüssel, Urbino, La Plata und Tokio.
Von 1998 bis 2001 war Padoan wirtschaftspolitischer Berater der Ministerpräsidenten Massimo D’Alema und Giuliano Amato. Von 2001 bis 2005 war er beim IWF für südeuropäische Staaten zuständig. Am 1. Juni 2007 wurde er zum stellvertretenden Generalsekretär der OECD ernannt, am 1. Dezember 2009 auch zu ihrem Chefvolkswirt. Ende 2013 wurde er an die Spitze des Statistikamtes Istituto Nazionale di Statistica (ISTAT) berufen, blieb aber bis zu seiner Ernennung zum italienischen Finanzminister noch in Diensten der OECD.
Padoan gehörte bis Anfang 2018 keiner politischen Partei an. Bei der Parlamentswahl in Italien 2018 kandidierte er für den sozialdemokratischen Partito Democratico und errang ein Abgeordnetenmandat.